# Muhammad al-Shaykh al-Ma'mun
Muḥammad al-Shaykh al-Maʾmūn (in arabo محمد الشيخ المأمون‎?; ... – 1613) fu un sultano del Marocco, appartenente alla dinastia sa'diana, era figlio di Ahmad al-Mansur e di una donna nera.

## Biografia
Dopo la battaglia di Alcazarquivir (4 agosto del 1578) Ahmad al-Mansur nominò suo erede al trono il figlio maggiore, il governatore di Fès Muḥammad al-Maʾmūn, la cerimonia di giuramento si svolse a Marrakesh il 24 settembre di 1579, in questa cerimonia, dopo una grande parata militare, tutti i fratelli gli giurarono fedeltà. Quando si svolse questa cerimonia molti dei fratelli di Muḥammad erano troppo piccoli, così Aḥmad al-Manṣūr chiese loro di ripetere il giuramento il 2 novembre del 1584, tutti i fratelli gli giurarono nuovamente fedeltà, tranne Zaydān, che non partecipò alla cerimonia per ordine del padre. Dopo la cerimonia Aḥmad divise il regno, dando ad ogni figlio un governatorato: Abu Faris Abd Allah venne nominato governatore del Sous, Abū l-Ḥasan ʿAlī ricevette Meknès, Zaydān ricevette Tadla.
Nel 1595 scoppiò la rivolta del cugino al-Nāṣir ibn al-Ghālib (figlio di Abd Allah al-Ghalib), che era stato fino a quel momento in esilio a Melilla. Al-Nāṣir, col sostegno spagnolo, riuscì a conquistare Taza. Molti notabili e generali erano stanchi del potere assoluto di Aḥmad al-Manṣūr, e molti di essi speravano nella vittoria di al-Nāṣir. Il sultano inviò un esercito che venne sconfitto a Taza, ciò aumentò il potere e il prestigio di al-Nāṣir. Aḥmad al-Manṣūr inviò quindi una seconda armata sotto il comando del figlio al-Maʾmūn. Questa volta al-Nāṣir fu sconfitto e ucciso nello scontro, la sua testa venne spedita a Marrakesh ad Aḥmad al-Manṣūr.
Al-Maʾmūn era omosessuale e amante del vino e non si curava dei suoi doveri religiosi, ciò infastidì i notabili e le autorità religiose che si lamentarono con il padre Ahmad al-Mansur. Al-Maʾmūn si spaventò quando sentì che il padre, alla testa di un grosso esercito, aveva abbandonato Marrākesh e stava marciando verso Fès (di cui al-Maʾmūn era governatore), non capendo bene le intenzioni del padre, preparò un esercito di circa 22.000 uomini e si diresse a Tlemcen in cerca del sostegno degli Ottomani della reggenza di Algeri. Aḥmad al-Manṣūr inviò al figlio una lettera affettuosa e riconciliatoria in cui gli chiedeva di non far entrare in conflitto lo Stato sa'diano, promettendoli che gli avrebbe dato il governatorato della valle Draa e di Sigilmassa. Al-Maʾmūn in un primo momento accettò e si mise in marcia vero Sigilmassa, ma poi deviò la strada e raggiunse Fès, autoproclamandosene governatore, mandò quindi gli ʿulamāʾ (dotti religiosi) della città a Marrākesh con l'ordine di intercedere per lui presso il padre, per convincerlo che Muḥammad aveva iniziato a comportarsi in modo adeguato e che era diventato adatto ad amministrare una città dalla fama religiosa come Fes. Aḥmad al-Manṣūr si sentì preso in giro dal figlio e nel mese di ottobre del 1602 lasciò Marrākesh (lasciando come vice-re il figlio Abu Faris Abd Allah) marciando contro Fès. Al-Maʾmūn, sorpreso, si rifugiò in una zawiya di sufi. Venne imprigionato e condotto a Meknès. Il governo di Fes venne dato al fratello Zaydan al-Nasir.
Alla morte di Aḥmad al-Manṣūr nel 1603 i notabili di Fes nominarono Zaydān sultano, ma i notabili di Marrākesh non accettarono la nomina e proclamarono sultano Abu Faris Abd Allah, noto per la sua obesità e per il fatto che aveva frequenti attacchi epilettici. Un nobile di Meknès liberò al-Maʾmūn dalla sua prigionia, che si recò a Marrākesh.
Abū Fāris mandò suo figlio ʿAbd al-Malik, assistito da Judār Pascià (il generale che aveva conquistato l'Impero Songhai per conto di Aḥmad al-Manṣūr), a combattere Zaydān a Fes. Abū Fāris venne convinto del fatto che suo figlio non avrebbe avuto speranze contro Zaydān e quindi dette il comando dell'esercito al fratello al-Maʾmūn, credendo che gli abitanti di Fes avrebbero ben visto e non avrebbero combattuto il loro ex governatore.

I due eserciti si affrontarono nei pressi di un fiume vicino a Fes. Al-Maʾmūn ebbe la meglio e Zaydan al-Nasir fuggì a Oujda. Al-Maʾmūn a Fes si rifiutò di riconoscere la sovranità del fratello e si fece proclamare sultano, preparò quindi un esercito e marciò contro Marrakesh, sconfiggendo il fratello Abu Faris Abd Allah che fuggì. Si dice che al-Maʾmūn a Marrākesh abbia abusato delle concubine e delle mogli del padre Ahmad al-Mansur, inoltre venne visto pubblicamente bere vino e mangiare prima del tramonto durante il Ramadan (il Ramadan del 1607 fu nel mese di gennaio). Al-Maʾmūn divenne presto impopolare e alcuni notabili, nobili e generali di Marrākesh scrissero una lettera a Zaydān, chiedendoli di venire nella città per farsi nominare sultano. Zaydan al-Nasir entrò nella città di nascosto nella notte. I cospiratori uccisero il qāʾid ʿAbd Allāh al-Aʿrāj, il principale sostenitore di al-Maʾmūn, costringendo quest'ultimo a fuggire dalla città e nominando Zaydan sultano.

Al-Maʾmūn fuggì e si riconciliò con il fratello Abu Faris Abd Allah a Ksar El Kebir. I generale Muṣṭafā, fedele a Zaydān, attaccò e disperse gli eserciti di al-Maʾmūn e Abū Fāris, il primo fuggì via mare verso la penisola iberica mentre Abū Fāris si rifugiò negli altopiani locali, per poi raggiungere Fes che era sotto il controllo di Abd Allah ibn al-Ma'mun, figlio di al-Maʾmūn. ʿAbd Allāh fece strangolare lo zio Abū Fāris quando venne a sapere di un complotto atto a detronizzarlo.
Al-Maʾmūn in Spagna chiese il sostegno di re Filippo III, Filippo accettò di aiutare al-Maʾmūn alla condizione che quando quest'ultimo avrebbe conquistato il trono avrebbe dovuto consegnare Larache agli spagnoli. Nel marzo 1610 al-Maʾmūn sbarcò nel Rif e marciò verso Fes, ricongiungendosi con il figlio ʿAbd Allāh. Il governatore di Larache accettò di eseguire l'ordine di al-Maʾmūn di evacuare la popolazione di Larache e di consegnare la città agli spagnoli, le armate spagnole entrarono nella città il 20 novembre del 1610. Questo fatto sollevò l'indignazione in tutto il paese. Il primo a ribellarsi e a proclamare il jihād fu lo Sharīf Aḥmad ibn Idrīs, che raccolse molti seguaci, ma al-Maʾmūn inviò contro di lui un esercito che lo sconfisse.
Nel 1611 il marabutto Ahmad ibn Abi Mahalli si ribellò contro Zaydan al-Nasir (che non c'entrava niente con la consegna di Larache agli spagnoli, anzi era nemico di al-Maʾmūn) e prese il controllo di Sigilmassa.
Mentre cercava di conquistare il nord del Marocco con i suoi mercenari spagnoli, Muḥammad al-Shaykh al-Maʾmūn venne assassinato nel 1613 e gli succedette il figlio Abd Allah ibn al-Ma'mun.